# 弗莱什·卡罗伊

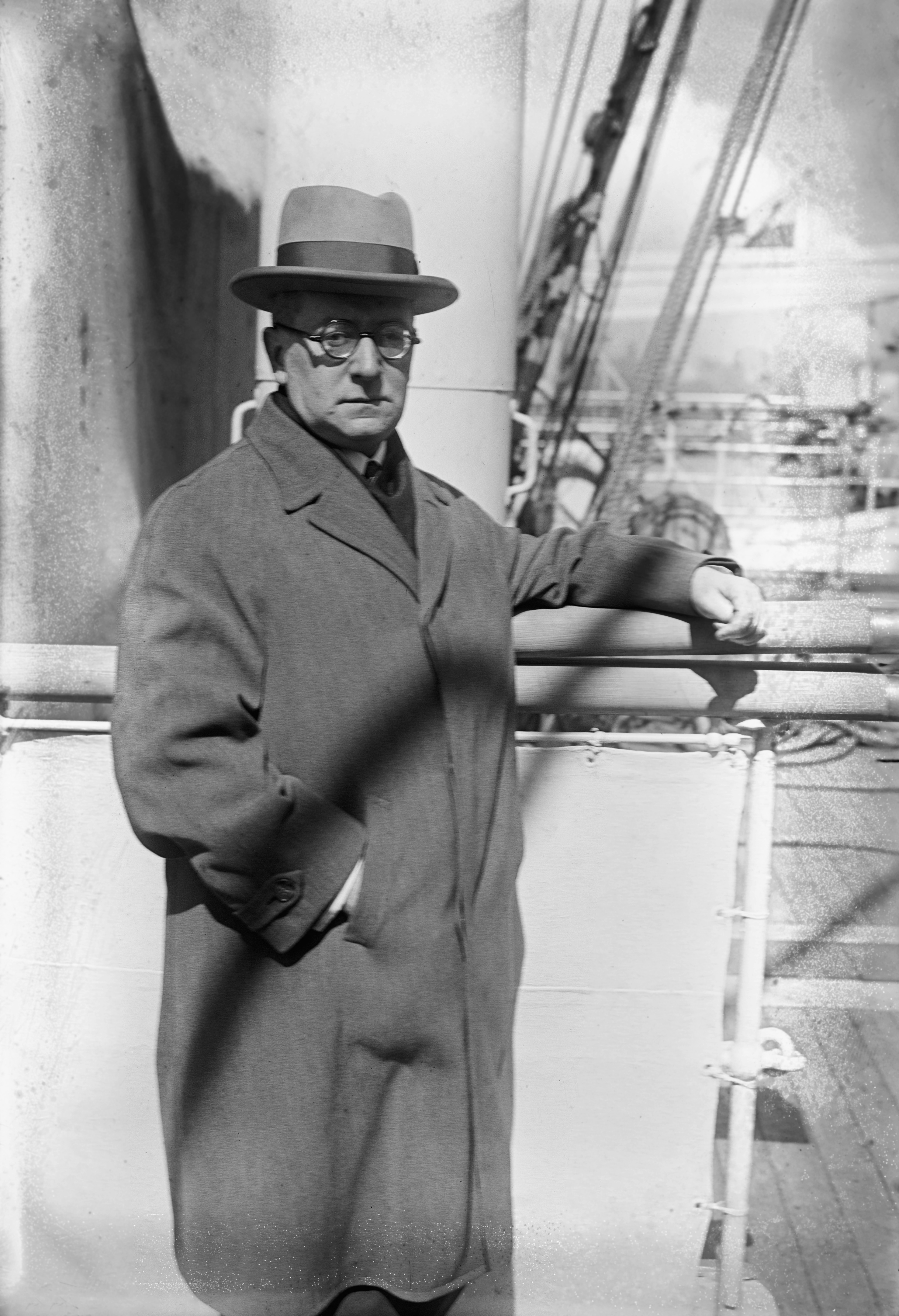
弗莱什·卡罗伊

弗莱什·卡罗伊（匈牙利語：Flesch Károly，1873年10月9日—1944年11月15日），英译“卡尔·弗莱什”，匈牙利小提琴家、音乐教育家。

## 生平
弗莱什·卡罗伊出生于奥匈帝国的莫雄，父亲是一位犹太裔军医。他五岁开始练习小提琴，十岁时随母亲前往维也纳音乐学院，师从亚科布·格林，17岁入读巴黎音乐学院，1894年以优异成绩毕业。
弗莱什以曲目量大著称，上至巴洛克音乐，下至当代音乐。弗莱什不仅是一名优秀的室内乐演奏家，更是杰出的音乐教育家，他曾在布加勒斯特、阿姆斯特丹、柏林、费城、巴登-巴登等多地授课，1935年纳粹掌权后移居伦敦。弗莱什的著作《小提琴演奏艺术》（Die Kunst des Violinspiels）中强调小提琴家应该是艺术家，而不仅仅追求演奏技巧，他的另一本著作《小提琴音阶体系》（Das Skalensystem）是小提琴学习的经典教材。
弗莱什拥有一把名为“布兰卡乔”（Brancaccio）的斯特拉迪瓦里琴，但是1929年华尔街股灾欠下的债务令他不得不卖给柏林一位银行家变现，此琴后来二战中被炸毁。
弗莱什曾于1942年在荷兰被盖世太保逮捕，被剥夺匈牙利国籍，后经威廉·富特文格勒解救而释放。1944年逝于瑞士卢塞恩。